# جیمز هادلی چیس
جیمز هادلی چیس (به انگلیسی: James Hadley Chase) با نام اصلی (به انگلیسی: René Lodge Brabazon Raymond) نویسنده داستان‌های پلیسی و جنایی اهل انگلستان بود.

## آثار
برخی از آثار وی عبارتنداز:
- قتل در ساحل
- مأموریت ضدجاسوسی
- چگونه یک تبهکار آمریکایی شدم
- برای خانم بلندیش ارکیده‌ای وجود ندارد
- راستی که گل کاشتی
- چه اتفاقی برایم افتاد
- دام‌ها
- بازگشت اوضاع
- وقتی بمیری تنها می‌شوی
- چه کسی در می‌زند
- دنیای در جیب من
- سقوط
- مرگ آرام (مرگ راحت‌تر)
- شش قدم به مرگ
- وسوسه شیطان
- سوداگران مرگ
- هفت جنایت مرموز
- جاسوسی که از گرمسیر آمد
- خواهران میلیاردر
- دفترچه جنایت
- اسلحه مرا محکوم می‌کند
- شیطان سفید از هنگ کنگ
- قتل بدون جنجال
- کرکس پرنده بردباری است (در ایران با نام: کرکس‌ها گرسنه‌اند، نوشتهٔ جیمز ه. لیزر(؟)، ترجمهٔ علی اکبر شهاب (اسم مستعار؟)، انتشارات خاتون، ۱۳۶۳)